# 米魯京
50°29′18″N 27°2′48″E / 50.48833°N 27.04667°E
米魯京（烏克蘭語：Мирутин），是烏克蘭西部的村莊，隸屬赫梅利尼茨基州的舍佩蒂夫卡區。該村始建於1569年，面積2.22平方公里，海拔高度211米，2025年人口400，人口密度每平方公里277人。